# Coptops humerosus
Coptops humerosus là một loài bọ cánh cứng trong họ Cerambycidae.